# 홍순헌
홍순헌(洪淳憲, 1963년 3월 18일~)은 대한민국의 정치인이며, 제18대 부산광역시 해운대구청장이다.

## 학력
- 양산원동국민학교 졸업
- 양산원동중학교 졸업
- 김해건설공업고등학교 졸업
- 동아대학교 토목공학 학사
- 동아대학교 대학원 토목공학 석사
- 동아대학교 대학원 토목공학 박사

## 경력
- 2004 2004년 상반기 재보궐선거 부산광역시 해운대구청장 열린우리당 후보
- 2005.06 ~ 2006.05 국가균형발전위원회 자문위원
- 2007.07 ~ 2009.06 부산지방항공청 설계자문위원회 도로분야
- 2012.07 ~ 2014.06 부산광역시 건설기술심의위원회 위원
- 2012.07 ~ 2017.12 민주평화통일자문회의 부산지역회의 간사
- 2014.07 ~ 2016.06 경상남도 사전재해영향성검토위원회 위원
- 2014.11 ~ 2016.11 부산광역시 산업단지계획심의위원회 위원
- 2015.09 ~ 2017.06 부산광역시 도시계획위원회 위원
- 2015.11 ~ 2017.12 부산광역시 인사위원회 위원
- 2017.09 ~ 거제시 도시건축경관공동위원회 위원
- 2018.07 ~ 2024. 02 부산대학교 건설융합학부 토목공학전공 교수
- 2018.07 ~ 2022.06 제18대 부산광역시 해운대구청장(민선 7기, 더불어민주당, 초선)
- 2020.07 ~ 2021.12 더불어민주당 부산광역시당 해운대구 갑 지역위원장 직무대행
- 2022.07 ~ 더불어민주당 부산광역시당 해운대구 갑 지역위원회 위원장

## 역대 선거 결과
|  | 34.1% |

|  | 29.19% |

|  | 52.53% |

|  | 38.66% |

|  | 44.61% |